# Фрей-Рожериу
Фрей-Рожериу (порт. Frei Rogério)  —  муниципалитет в Бразилии. входит в штат Санта-Катарина. Составная часть мезорегиона Серрана. Входит в экономико-статистический  микрорегион Куритибанус, который входит в Серрана. Население составляет 3262 человека на 2006 год. Занимает площадь 157,845 км². Плотность населения — 20,7 чел./км².

## История
Город основан 20 июля 1995 года.

## Статистика
- Валовой внутренний продукт на 2003 составляет 24.768.188,00 реалов (данные: Бразильский институт географии и статистики).
- Валовой внутренний продукт на душу населения на 2003 составляет 7.915,69 реалов (данные: Бразильский институт географии и статистики).
- Индекс развития человеческого потенциала на 2000 составляет 0,740 (данные: Программа развития ООН).